# バッファロー・スプリングフィールド
バッファロー・スプリングフィールド（英語: Buffalo Springfield）は、1966年4月に結成されたアメリカのロックバンドである。様々な音楽的要素を内包しながらも、そして、メンバーたちの際立った個性がぶつかり合いながらも、密度の高い、調和のとれた良質の作品を生んだ。その一方でメンバー間での対立（特にスティーヴン・スティルスとニール・ヤングの対立）が絶えず、1968年5月に解散した。
活動期間は約2年と短く、大きな商業的成功も得られなかったが、1970年代以降の音楽シーンの第一線で活躍する人材を輩出した。1997年にロックの殿堂入りを果たした。

## キャリア

### 結成まで

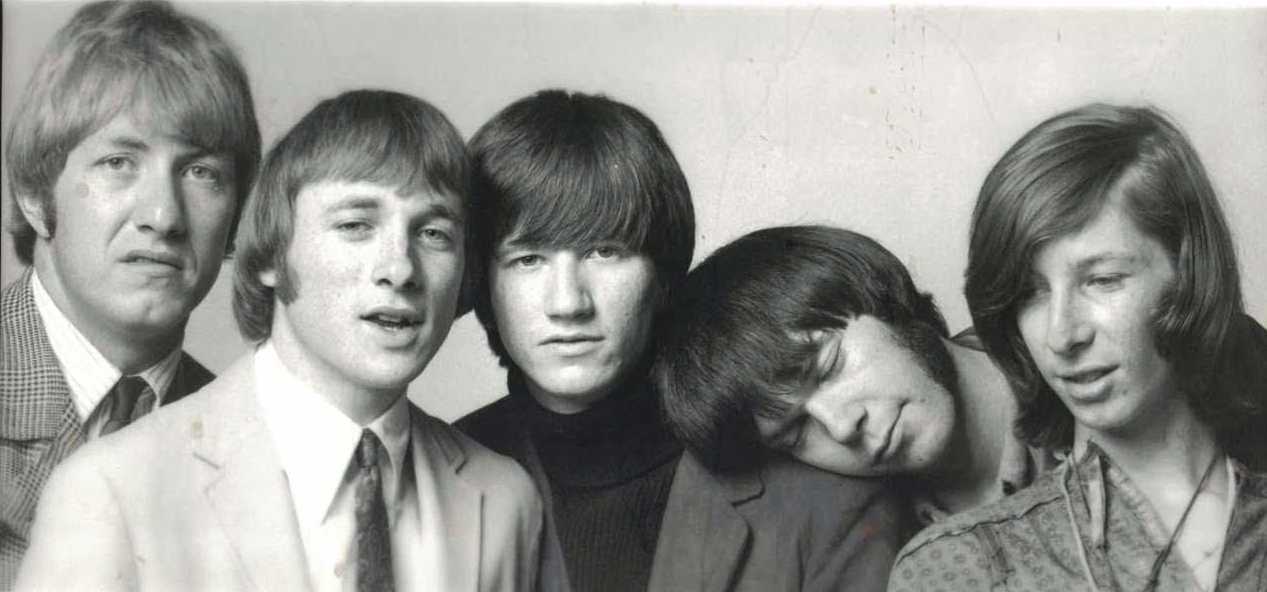
左からデューイ・マーティン、スティーヴン・スティルス、リッチー・フューレイ、ニール・ヤング、ブルース・パーマー

1965年、オウ・ゴー・ゴー・シンガーズ(The Au Go Go Singers)のメンバーとしてカナダ・オンタリオ州を訪れていたスティーヴン・スティルスとリッチー・フューレイの2人が、当地でギタリストのニール・ヤングに出会う。この出会いが後のグループ結成につながる。
オウ・ゴー・ゴー・シンガーズ解散後、スティルスはカリフォルニアに拠点を移し、セッション活動で糊口をしのぐ合間にオーディションを受けるなどして細々と活動を続けた。プロデューサーのバリー・フリードマンから紹介された仕事をこなすためにバンドが必要になり、オウ・ゴー・ゴー・シンガーズで共に活動したフューレイをカリフォルニアに呼ぶ。これでスティルスとフューレイが揃う。
ヤングは1966年前半、トロントでブルース・パーマーに会い、彼が所属していたバンド“マイナー・バーズ”(The Mynah Birds)のギタリストに収まる。リーダーはリッキー・ジェイムズ・マシューズ（後のリック・ジェームス(Rick James)）で、マイナー・バーズはモータウンと契約したが、リッキーが脱走兵だったことから軍隊に連れ戻され、バンドは消滅した。ヤングとパーマーはスティルスとの再会を望み、ロサンゼルスに向かうことを決めた。
約1週間後、スティルスの居場所を見つけられないヤングとパーマーはサンフランシスコへの移動を考えていた。ある日2人はサンセット大通りで大渋滞にはまり立ち往生する。そこに、対向車線から偶然スティルス、フューレイ、バリー・フリードマンが乗った車が通りかかり、スティルス、フューレイとヤング、パーマーは再会を果たす。
バーズのマネージャーであるジム・ディクスンの紹介で、パッツィー・クラインとの共演経験のあったザ・ディラーズ(The Dillards)の元メンバー、ドラマーのデューイ・マーティンが加わり、バンドのメンバーが整った。グループ名はメンバーたちが寄宿する、ファウンティン・ストリートの借家の前に停めてあった道路工事用スティームローラーのプレートから読み取れたメーカー(Buffalo-Springfield Roller Company)の名前をグループ名とし、“バッファロー・スプリングフィールド”が結成された。

### デビュー
1966年4月11日にハリウッドのナイトクラブ「トルバドール」でデビュー。数日後にはザ・ディラーズ、バーズの前座としてカリフォルニアを短期間ツアーした。
ツアー終了後、バーズのクリス・ヒルマンがサンセット・ストリップの有名なナイトクラブ「ウィスキー・ア・ゴーゴー」のオーナーに強く働き掛け、バッファロー・スプリングフィールドは1966年6月から2カ月間、ウィスキー・ア・ゴーゴーのレギュラーとして採用された。この間の演奏が評判を呼び、多くのレコード会社が彼らに興味を示した。彼らは最終的にアトランティックレコードとの契約を獲得し、アルバムのレコーディングに取り掛かかる。プロデューサーのチャーリー・グリーンとブライアン・ストーン（ともにソニー&シェールのマネージャーでもあった）はヤングの声を気に入らず、ヤングが手掛けた作品の大半を、フューレイにリード・ボーカルを割り当てた。
アルバムのリリースに先立ち、ファースト・シングル「クランシーは歌わない」(NOWADAYS CLANCY CAN'T EVEN SING)をリリースしたが、ロサンゼルスでトップ25まで上昇した以外に大した反響はなかった。1966年12月、ファースト・シングルも含むデビュー・アルバム『バッファロー・スプリングフィールド』をアトランティック傘下のアトコからリリース。
1966年11月、LAのナイトクラブ、パンドラ・ボックスの閉鎖に抗議してサンセット・ストリップに集まった若者の群衆に対し、警察が治安目的で働いた暴力的行為を目撃したスティルスは、彼のエポック・メイキングとなる曲「フォー・ホワット・イッツ・ワース」を書いた。バンドはすぐにハロウィンの夜のウィスキー・ア・ゴーゴーのステージでこの曲を演奏、数日後にはレコーディングされ、ロサンゼルスのラジオ局KHJから流された。この曲は翌年の3月までにはトップ10入りし、アトコは ファースト・アルバム収録の「ベイビー・ドント・スコールド・ミー」(BABY DON'T SCOLD ME)をこの曲と入れ替え、ファースト・アルバムを再リリースした。「フォー・ホワット・イッツ・ワース」は最終的に100万枚を売り、ゴールドディスクに輝いた。
1967年1月、グループはニューヨークに遠征。ドアーズも出演するクラブ、オンディーヌに出演する。しかし、このツアーでパーマーがマリファナ所持で逮捕され、カナダに強制送還される事態が起きる。レコーディングやライブのためにアメリカの両岸を行き来していたバンドには様々なベーシストがセッション・メンバーとして参加し、その中にはザ・マザーズ・オブ・インヴェンションのギタリストだったジム・フィールダーもいた。テレビ出演の際などは、あらかじめ録音しておいた音源を流し、ロード・マネージャーがベースを抱えて当て振りをして乗り切った。
こうした状況の中、次のアルバム制作は難航した。バンドはプロデューサーのグリーン、ストーンと対立し、また、ヤングとスティルスも何かにつけて口論した。2人はそれぞれ自分がアルバムをプロデュースすることを主張した。ファースト・アルバムでは曲を提供しなかったフューレイはヤングと同じ数の曲をこのセカンド・アルバムのために書いた。
6月初めにパーマーがグループに復帰、モントレー・ポップ・フェスティバルに出演する。しかしこの時ヤングは一時的に脱退しており、グループはダグ・ヘイスティングス、デヴィッド・クロスビーらをゲストに迎えてステージを務めた。
結局ヤングは10月に復帰。アトランティックの社長アーメット・アーティガンの働きかけにより、これまでプロデュースを行っていたチャールズ・グリーンとブライアン・ストーンは降板、アーティガン自身がメインプロデューサーを務めた。バンドはアルバムの仕上げに集中し、1967年11月、セカンド・アルバム『バッファロー・スプリングフィールド・アゲイン』のリリースに漕ぎ着けた。
『バッファロー・スプリングフィールド・アゲイン』はグループというより個々のメンバーの仕事の集合としてバンドの最高傑作であると考えられている。アルバムの反応もよく、ビーチボーイズに同行するツアーで全米を回り、バンドの状況は上向いているように見えた。

### 解散へ
しかし、1968年1月に薬物不法所持のためパーマーが再び強制送還され、せっかくの活動に水を差す。グループには後任としてジム・メッシーナが加入。パーマーがいなくなったのに続いてヤングも徐々にグループから離れてゆき、しばしばスティルスがライブですべてのリードギター・パートを弾くことになった。レコーディングは、3月の終わりまでにメッシーナのプロデュースで予定通り行われたが、グループの解散は間近であった。
1968年3月20日にヤング、メッシーナ、フューレイの3人がエリック・クラプトンのドラッグ所持容疑に連座するかたちで逮捕されたことで、解散が決定的となった。後は契約を遂行するためだけにギグをこなし、5月5日のロング・ビーチ・アリーナでのコンサートを最後に解散した。結成からわずか2年後のことであった。
アトコとの契約を満了させるため、前年の1967年春頃から翌68年の解散決定直前までに録音された未発表音源とメンバー各自のソロ・セッションを寄せ集め、フューレイと新メンバーとなったメッシーナとが最終的にまとめた最後のアルバム『ラスト・タイム・アラウンド』を完成させた。フューレイのバラード「カインド・ウーマン」、ヤングの「アイ・アム・ア・チャイルド」、政治的メッセージを含んだスティルスの「フォー・デイズ・ゴーン」などは、作者以外のメンバーはレコーディングに参加していない各自のソロ・レコーディングであった。

## その後
- 在籍中から衝突を繰り返したスティルスとヤングだが、のちにスティルスが作ったCS&Nにヤングが参加し、CSN&Yが誕生することになる。そこでも2人は対立し、グループの解散の原因となったが、その後もさまざまなかたちで2人は共演している。
- ジム・メッシーナは解散間際の参加であったが、リッチー・フューレイと意気投合、2人が中心になってポコを結成する。結成メンバーには、後に脱退してイーグルスを結成するランディ・マイズナーがおり、マイズナー脱退後、後任としてポコに加入したティモシー・B・シュミットは、マイズナーがイーグルスを脱退すると、またしてもマイズナーの後任としてイーグルスに加入した。
- メッシーナはポコ脱退後、ケニー・ロギンスとのコンビ、ロギンス&メッシーナを結成。
- ヤングは2000年のアルバム『シルヴァー・アンド・ゴールド』に、かつてのバンド仲間との再会を願う曲「バッファロー・スプリングフィールド・アゲイン」を収録した。しかし2004年10月1日にブルース・パーマーが、2009年1月31日にはデューイ・マーティンがそれぞれ死去したため、オリジナル・メンバーでの再結成は不可能となった。

## 再結成
2010年10月23日と10月24日に開かれた、毎年恒例となっているヤング夫妻主催のブリッジ・スクール・ベネフィット・コンサートにおいて、ヤング、スティルス、フューレイの3人がバッファロー・スプリングフィールドとしてステージに立った。3人が同じステージに立つのは実に42年振りのことであった。3人はさらに、テネシー州マンチェスターで行われた2011年のボナルー・フェスティバル3日目（6月11日）に出演。

## メンバー
| 名前                                              | 担当楽器                          | 在籍期間                        | 備考           |
| ------------------------------------------------- | --------------------------------- | ------------------------------- | -------------- |
| リッチー・フューレイ （英語: Richie Furay）       | ギター ボーカル                   | 1966年 - 1968年 2010年 - 2012年 |                |
| スティーヴン・スティルス （英語: Stephen Stills） | ギター キーボード ボーカル        | 1966年 - 1968年 2010年 - 2012年 |                |
| ニール・ヤング （英語: Neil Young）               | ギター ハーモニカ ピアノ ボーカル | 1966年 - 1968年 2010年 - 2012年 |                |
| デューイ・マーティン （英語: Dewey Martin）       | ドラムス ボーカル                 | 1966年 - 1968年                 | 2009年に死去。 |
| ブルース・パーマー （英語: Bruce Palmer）         | ベース                            | 1966年 - 1968年                 | 2004年に死去。 |
| ジム・メッシーナ （英語: Jim Messina）            | ベース ボーカル                   | 1968年                          |                |
| ダグ・ヘイスティングス （英語: Doug Hastings）    | ギター                            | 1967年                          |                |
| ケン・コブラン （英語: Ken Koblun）               | ベース                            | 1967年                          |                |
| ケン・フォルシ （英語: Ken Forssi）               | ベース                            | 1967年                          | 1998年に死去。 |
| ジム・フィールダー （英語: Jim Fielder）          | ベース                            | 1966年 - 1967年                 |                |

| 名前                                    | 担当楽器           | 在籍期間        | 備考           |
| --------------------------------------- | ------------------ | --------------- | -------------- |
| リック・ローサス （英語: Rick Rosas）   | ベース             | 2010年 - 2012年 | 2014年に死去。 |
| ジョー・ヴィターレ （英語: Joe Vitale） | ドラムス ボーカル  | 2010年 - 2012年 |                |
| ラスティ・ヤング （英語: Rusty Young）  | スティール・ギター |                 |                |

## ディスコグラフィ

### オリジナル・アルバム
| 発売年 | タイトル                                     | 原題                      | レーベル | - 最高位 - (Billboard 200) - |
| ------ | -------------------------------------------- | ------------------------- | -------- | ---------------------------- |
| 1966年 | バッファロー・スプリングフィールド           | Buffalo Springfield       | アトコ   | 80位                         |
| 1967年 | バッファロー・スプリングフィールド・アゲイン | Buffalo Springfield Again | アトコ   | 44位                         |
| 1968年 | ラスト・タイム・アラウンド                   | Last Time Around          | アトコ   | 42位                         |

### コンピレーション・アルバム
| 発売年 | タイトル                                       | レーベル | - 最高位 - (Billboard 200) - | 認定                            |
| ------ | ---------------------------------------------- | -------- | ---------------------------- | ------------------------------- |
| 1969年 | Retrospective: The Best of Buffalo Springfield | アトコ   | 42位                         | - US : プラチナ - UK : シルバー |
| 1973年 | Buffalo Springfield                            | アトコ   | 104位                        |                                 |
| 2001年 | Buffalo Springfield Box Set                    | ライノ   | 194位                        |                                 |
| 2018年 | What's That Sound? Complete Albums Collection  | ライノ   | 194位                        |                                 |